# Dirk Schönberger

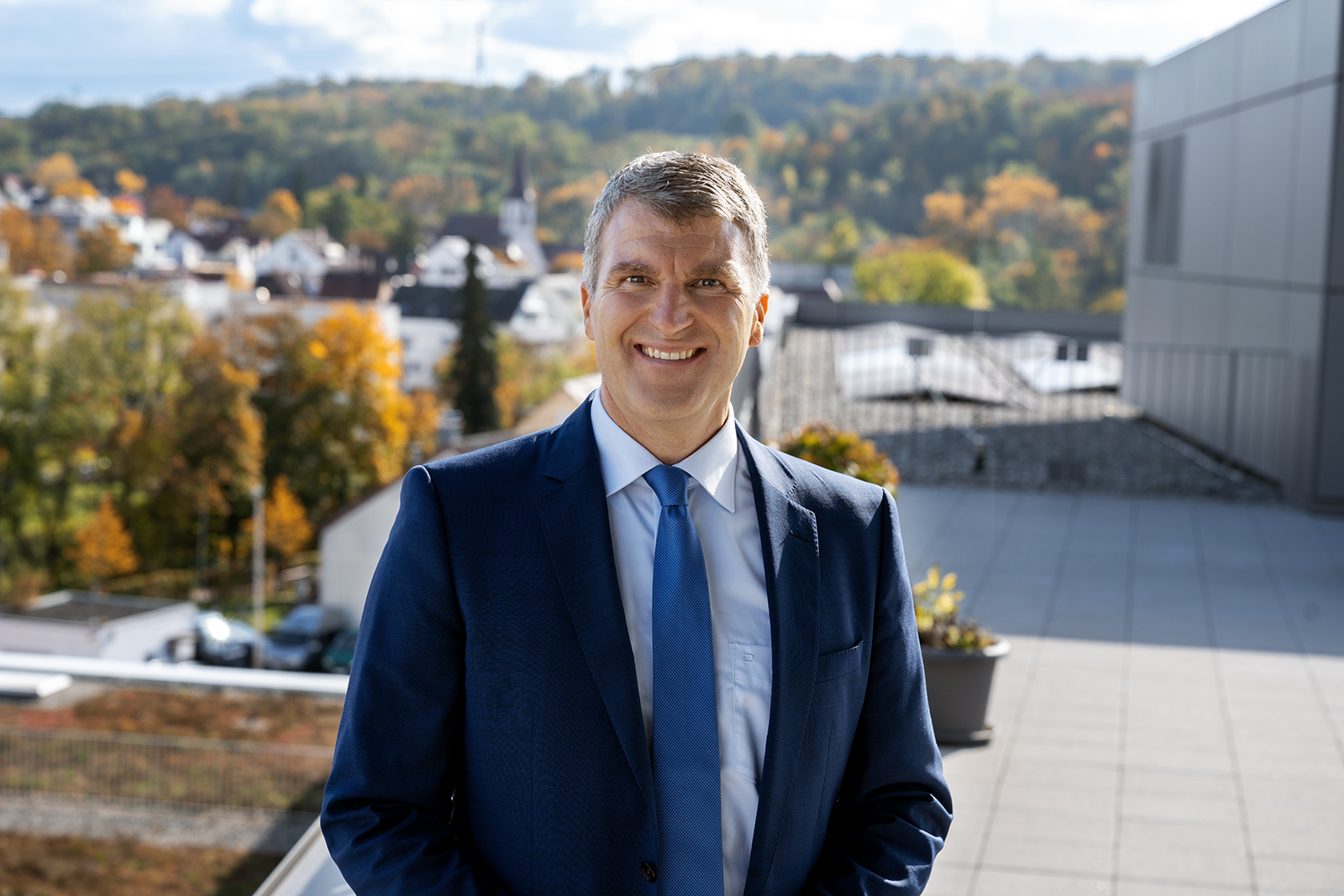
Oberbürgermeister Dirk Schönberger

Dirk Schönberger (* 1972 in Pforzheim) ist ein deutscher parteiloser Kommunalpolitiker. Seit 2014 ist er Oberbürgermeister von Remseck am Neckar.

## Leben
Schönberger studierte von 1993 bis 1998 Rechtswissenschaften in Saarbrücken und Konstanz und schloss mit dem ersten Staatsexamen ab. Nach seinem Rechtsreferendariat legte er 2000 auch das zweite Staatsexamen ab. Anschließend arbeitete er zunächst als angestellter Rechtsanwalt in Freiburg im Breisgau. 2001 wurde er Leiter der Rechtsbehelfsstelle des Finanzamts Ludwigsburg. Seit 2003 ist er nebenberuflich Dozent an der Hochschule für öffentliche Verwaltung und Finanzen Ludwigsburg. Ab 2005 arbeitete er als Sachgebietsleiter in der Steuerfahndungsstelle des Finanzamts Heilbronn, von 2007 bis zu seiner Wahl zum Oberbürgermeister von Remseck als Referent bei der Oberfinanzdirektion Karlsruhe.
2014 bewarb sich Schönberger als parteiloser Kandidat zur Oberbürgermeisterwahl in Remseck am Neckar. Am 6. Juli 2014 wurde er mit 50,4 Prozent der Stimmen gegenüber seinem Mitbewerber Klaus Weber (SPD), der 49,4 Prozent der Stimmen erhielt, zum Nachfolger des bisherigen Amtsinhabers Karl-Heinz Schlumberger gewählt. Er trat sein Amt am 1. Oktober 2014 an. Am 3. Juli 2022 wurde er mit 63,9 Prozent der Stimmen für eine zweite Amtszeit wiedergewählt.
Schönberger ist verheiratet und hat zwei Kinder.